# Concistori di papa Innocenzo IV

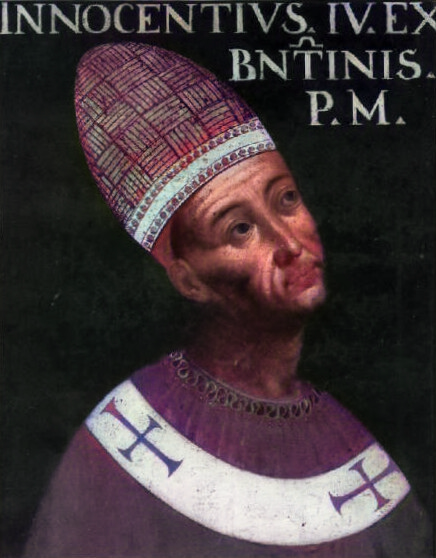
Papa Innocenzo IV

Questa voce raccoglie l'elenco completo dei concistori per la creazione di nuovi cardinali presieduti da papa Innocenzo IV, con l'indicazione di tutti i cardinali creati di cui si hanno informazioni documentarie (15 nuovi cardinali in 2 concistori). I nomi sono posti in ordine di creazione.

## 28 maggio 1244 (I)
In questo concistoro sono stati nominati 12 cardinali:
- 1 - Pietro da Collemezzo, arcivescovo di Rouen (Francia); creato cardinale vescovo di Albano (+25 maggio 1253)
- 2 - Guglielmo di Modena, O. Carth., vescovo emerito di Modena; creato cardinale vescovo di Sabina (+31 marzo 1251)
- 3 – Eudes de Châteauroux, cancelliere capitolare della Cattedrale di Parigi; creato cardinale vescovo di Frascati (+ 25 gennaio 1273)
- 4 - Pierre de Bar, decano di Bar sur-Aube; creato cardinale presbitero di San Marcello ( + tra giugno 1252 e marzo 1253)
- 5 - Guillaume de Talliante, O.S.B.Clun., abate del monastero di S. Facundo (Leòn); creato cardinale presbitero dei Santi XII Apostoli (+ dopo agosto 1250)
- 6 – John Tollet (of Toledo), O.Cist., professore di teologia; creato cardinale presbitero di San Lorenzo in Lucina (+13 luglio 1275)
- 7 – Hughes de Saint-Cher, O.P., creato cardinale presbitero di Santa Sabina (+ 19 o 24 marzo 1263)
- 8 – Goffredo da Trani, creato cardinale diacono di Sant'Adriano al Foro (+ tra aprile e giugno 1245)
- 9 – Ottaviano Ubaldini, procuratore della Diocesi di Bologna; creato cardinale diacono di Santa Maria in Via Lata (+ 5/13 marzo 1273)
- 10 – Pietro Capocci, nobile romano; creato cardinale diacono di San Giorgio in Velabro (+ 19/21 maggio 1259)
- 11 – Giovanni Gaetano Orsini, creato cardinale diacono di San Nicola in Carcere; poi eletto papa Niccolò III il 25 novembre 1277 (+ 22 agosto 1280)
- 12 – Guglielmo Fieschi, creato cardinale diacono di Sant'Eustachio (+ prima di maggio 1256)

## Dicembre 1251 (II)
In questo concistoro, tenutosi a Perugia, sono stati nominati 3 cardinali:
- 13 - Giacomo da Castell'Arquato, creato cardinale vescovo di Porto e Santa Rufina (+ 19 novembre 1253).
- 14 - István Báncsa, arcivescovo di Strigonio (Ungheria); creato cardinale vescovo di Palestrina (+ 9 luglio 1270)
- 15 - Ottobono Fieschi, arcidiacono di Reims e di Parma, creato cardinale diacono di Sant'Adriano al Foro; poi eletto papa Adriano V l'11 luglio 1276 (+18 agosto 1276).